# Republica Populară Română
Republica Populară Română (prescurtat: R.P.R.) a fost numele oficial purtat de statul român de la abdicarea forțată a Regelui Mihai I al României, eveniment petrecut pe 30 decembrie 1947, până la adoptarea constituției din 1965 care proclama Republica Socialistă România (R.S.R.), la 21 august 1965.
Din anul 1954, grafia numelui țării a fost schimbată în Republica Populară Romînă, conform normelor ortografice din acea perioadă. În anul 1963 s-a revenit la scrierea cu „â” a numelui țării: Republica Populară Română.
Imnul de stat al Republicii Populare Române a fost Zdrobite cătușe, din 1948 până în 1953, schimbat apoi de Te slăvim, Românie! (care a rămas imn de stat și după proclamarea Republicii Socialiste România, până în anul 1977). Ambele au muzica scrisă de Matei Socor.

## Acapararea puterii de către comuniști

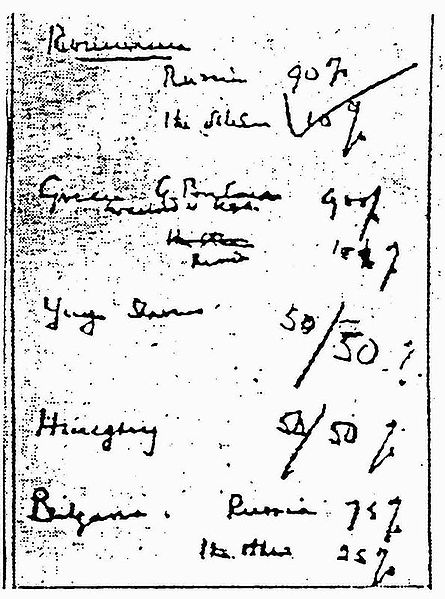
Agrementul oficios de la Moscova (9 octombrie 1944).

Prin lovitura de stat de la 23 august 1944 regele Mihai I, având sprijinul principalelor partide politice, l-a răsturnat de la putere pe Ion Antonescu, a scos țara din rândul Puterilor Axei și a adus-o în tabăra Aliaților. Cu toate acestea a rămas prezentă amintirea participării active a Armatei Române la invazia germană din URSS. Deși forțele românești au luptat alături de cele ale Armatei Roșii, în Transilvania de Nord, în Ungaria, Cehoslovacia, Germania și Austria, sovieticii tratau încă România ca pe un teritoriu cucerit, pretextând că autoritățile române ar fi fost incapabile să asigure ordinea în nou eliberatele teritorii și să țină sub control conflictele interetnice dintre români și maghiari.
Conferința de la Yalta a recunoscut oficial agrementul oficios de la Moscova (9 octombrie 1944) prin care Uniunii Sovietice i se acordau interese speciale în România („influență 90%”, fără a se lua în considerare slăbiciunea și impopularitatea Partidului Comunist Român) în schimbul renunțării la interesele sale în Grecia („influență 10%”, fără a se lua în considerare popularitatea Partidului Comunist Grec și a partizanilor săi). În 1946-47, în timpul tratativelor de pace de la Paris, delegația română nu a reușit, în ciuda participării active a Armatei Române la lupta împotriva Germaniei naziste alături de URSS, să obțină statutul de cobeligerant. România, ca țară învinsă, a fost așadar obligată să accepte prezența trupelor sovietice pe teritoriul național și plata unei uriașe despăgubiri de război. Singurul rezultat pozitiv al acelor negocieri a fost retrocedarea Transilvaniei de Nord către România. 
Comuniștii nu au jucat decât un rol decorativ în guvernul regal român din ultima perioadă a războiului, cabinet prezidat de generalul Nicolae Rădescu, dar situația avea să se schimbe în 6 martie 1945, când dr. Petru Groza, liderul Frontului Plugarilor, (un aliat al comuniștilor) a devenit prim-ministru. Deși, pentru a obține recunoașterea Aliaților occidentali, formula guvernamentală a fost lărgită prin admiterea unor miniștri dintre membrii partidelor istorice, comuniștii dețineau controlul asupra ministerelor cheie. Ajungerea în fruntea guvernului a lui Groza a fost un rezultat al șantajului sovietic legat de cedarea controlului către autoritățile române asupra Transilvaniei. În contrapartidă guvernul Groza a adoptat unele măsuri în favoarea minorității maghiare, între care înființarea Universității Bolyai din Cluj, la 1 iunie 1945.
Regele Mihai nu era mulțumit de direcția în care se îndrepta guvernarea, dar încercările de a-l forța pe Petru Groza să demisioneze, prin refuzul de a promulga orice decret (așa-numita „Grevă regală”), au eșuat. Petru Groza, în schimb, a ales să aplice decretele-lege fără a mai avea semnătura regelui Mihai. Pe 8 noiembrie 1945, o demonstrație anticomunistă și promonarhică în fața Palatului Regal din București a fost zădărnicită de forțele de ordine, care au operat numeroase arestări, au rănit și chiar au ucis un număr necunoscut de protestatari.
În ciuda opoziției regelui, guvernul lui Groza a legiferat reforma agrară și acordarea dreptului la vot femeilor. După alegerile din 19 noiembrie 1946, rezultatele oficiale au creditat comuniștii cu 80% din voturile exprimate, în timp ce partidele de opoziție reclamau fraude electorale grave. După victoria din alegeri, comuniștii s-au concentrat pe eliminarea din viața politică a partidelor de centru, în primul rând a Partidului Național Țărănesc. PNȚ-ul a fost acuzat de spionaj, după ce liderii partidului s-au întâlnit în secret cu reprezentanți ai guvernului SUA. Șefii țărăniști au fost acuzați și judecați într-un proces spectacol și au fost condamnați la ani grei de temniță. Partidele de stânga au fost forțate să se unească cu Partidul Comunist din România, formând Partidul Muncitoresc Romîn, precursorul PCR.
În perioada 1946–1947 mai multe sute de susținători ai guvernului pro-Axă au fost judecați de Tribunalele Poporului pentru rolul jucat în implicarea țării în războiul antisovietic au fost judecați și executați pentru vina de a fi fost criminali de război. Ion Antonescu a fost executat pe 1 iunie 1946. În 1948, majoritatea politicienilor non-comuniști fuseseră ori întemnițați, ori exilați sau executați.

## Planul din martie 1945
Dorința comuniștilor sovietici de integrare mai rapidă a României în sfera de influență a URSS s-a concretizat prin așa-numitul plan din martie 1945, care avea drept scop distrugerea tuturor fundamentelor statului și înlocuirea lor cu altele de model sovietic. Acesta cuprindea un plan de comunizare a României pentru trei ani și două planuri de dezvoltare a instituțiilor comuniste, fiecare pe o perioadă de câte 5 ani.
Printre cele mai importante directive ale acestui plan se enumeră așa-numitele cele zece porunci către Ana Pauker:
1. Desăvârșirea reformei agrare;
2. Înlocuirea armatei cu diviziile Avram Iancu și Tudor Vladimirescu;
3. Desființarea tuturor băncilor;
4. Desființarea gospodăriilor țărănești și integrarea lor în sistemul colectivizat;
5. Abdicarea regelui;
6. Lichidarea firmelor de import-export care făceau afaceri cu țările capitaliste;
7. Suprimarea partidelor istorice;
8. Înființarea unei miliții populare de tip NKVD;
9. Îndreptarea populației rurale spre industrie;
10. Interzicerea intrării în țară a cetățenilor străini, cu excepția celor din zona de influență a URSS.

## Proclamarea Republicii Populare Române

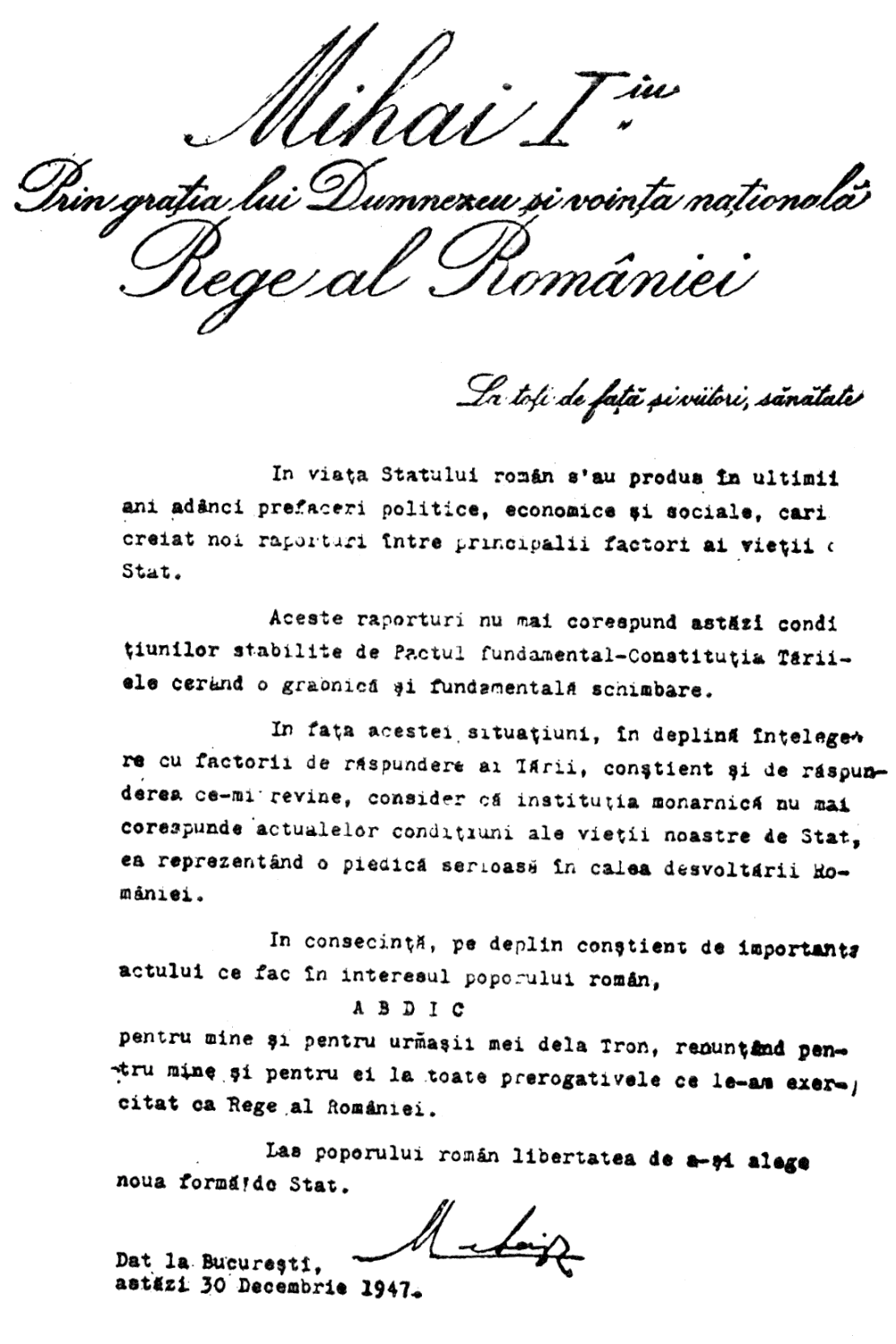
Actul de abdicare a regelui Mihai I

În 1947, România rămăsese singura monarhie din Blocul răsăritean. La 30 decembrie 1947, regele Mihai I a fost obligat să semneze actul de abdicare, prin șantaj și amenințare cu forța. Comuniștii au proclamat în aceeași zi instaurarea Republicii Populare Române. Acest act politic neconstituțional nu era expresia unei voințe populare, liber exprimate, ci rezultatul unui dictat al unui grup politic și anume cel al comuniștilor, care urmăreau de fapt aducerea țării la starea de obediență față de Uniunea Sovietică și transformarea acesteia într-un stat totalitar.
Pe 13 aprilie 1948 a fost promulgată noua constituție republicană. 
Noua constituție scotea în afara legii și pedepsea orice asociere care avea un „caracter  fascist ori antidemocratic”. Constituția garanta libertatea presei, a cuvântului, de asociere, dar numai pentru „cei ce muncesc”.

## Primii ani ai statului comunist
Primii ani de guvernare comunistă au fost marcați de numeroase schimbări de curs politic și de valuri succesive de arestări, datorită luptelor dintre diferitele facțiuni aflate în lupta pentru putere. În acest timp, economia țării era secătuită de societățile mixte SovRom, care se bucurau de dreptul de a exporta mărfuri în URSS la prețurile impuse de la Moscova. În toate ministerele erau plasați consilieri sovietici, care aveau puterea de decizie. În această perioadă a început infiltrarea de informatori ai serviciilor de securitate la toate nivelurile și în toate straturile sociale.

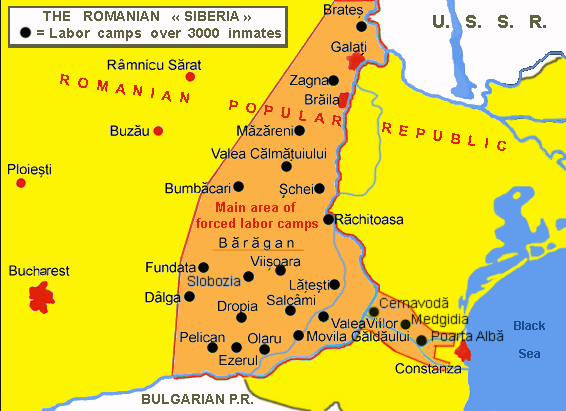
Bărăganul și canalul Dunăre-Marea Neagră, ca zone de trimitere în lagăre de muncă silnică între 1951 și 1956

În același timp are loc și înregimentarea țării la blocul militar sovietic. Astfel, la 4 februarie 1948 se semnează așa-numitul Tratat de prietenie, colaborare și asistență mutuală dintre Uniunea Republicilor Sovietice Socialiste și Republica Populară Română. Printre obiectivele declarate ale acestuia s-ar situa:
- apărarea comună împotriva „Germaniei sau oricărei alte puteri care ar putea fi asociată cu Germania, fie direct, fie în orice alt mod”;
- apărarea împotriva „instigatorii unui nou război din lagărul imperialist se străduiesc să creeze blocuri politice și militare îndreptate împotriva statelor democrate”.

Iată cum a fost prezentată în presa română a vremii acest moment istoric: 
Pentru a se întări și mai legăturile noastre cu marea vecină dela răsărit, Dl Prim Ministru Dr. Petru Groza a plecat la Moscova pentru a pecetui un pact nou de prietenie, ajutorare și sprijin între noi și Uniunea Republicilor Socialiste Sovietice. Republica Populară Română a fost înfățișată la această mare sărbătoare a păcii de Domnii: Gh. Gheorghiu-Dej, Lotar Rădăceanu, D-na Ana Pauker, Vasile Luca, Vlădescu-Râcoasa. Din partea U. R. S. S.-ului a fost de față însuși Generalisimul I. V. Stalin, D. V. N. Molotov, A. I. Vâșinschi, S. I. Kavtaradze și alții. Pactul cel nou așează atât viața noastră economică cât și cea politică pe făgașul prieteniei între două neamuri care vor pacea și năzuesc din toate puterile ca să o țină. După semnarea pactului, delegația Republicei Populare Române în frunte cu Dl Dr. Petru Groza s’a înapoiat în Țară, unde i s'a făcut o foarte călduroasă primire de către întreaga populație.
În 1948, s-a trecut la primele măsuri de colectivizare a agriculturii, care a devenit în scurtă vreme un proces marcat de violențe și abuzuri, de timp ce țăranii înstăriți (declarați chiaburi) nu erau dornici să-și predea în mod voluntar averea. Rezistența țăranilor a fost înfrântă prin bătăi, arestări și condamnări arbitrare sau prin deportare.
La data de 23 mai 1948 are loc ultima cedare teritorială în favoarea Uniunii Sovietice: Eduard Mezincescu, în calitate de reprezentant al Ministerului Afacerilor Străine al Republicii Populare Române, semnează un proces-verbal secret de predare - primire, împreună cu reprezentantul sovietic, N.P. Sutov, în urma căruia „Republica Populară Română cedează Insula Șerpilor statului vecin de la Răsărit”, Uniunea Republicilor Sovietice Socialiste.
Pe 11 iunie 1948 s-a trecut la naționalizarea tuturor întreprinderilor private mai importante din România.
La 17 iulie 1948, statul comunist român a denunțat Concordatul cu Vaticanul. Comuniștii români, după exemplul lui Stalin, au lichidat Biserica Română Unită cu Roma, Greco-Catolică, proclamând unirea ei cu Biserica Ortodoxă Română.
În rândul conducerii de partid din acea perioadă își manifestau existența trei facțiuni importante, toate de factură stalinistă, diferențiate mai mult prin istoriile personale și prin prietenii personale decât prin diferențe doctrinare: 
- Facțiunea „moscovită”, (Ana Pauker, Vasile Luca, Teohari Georgescu și alții), care petrecuseră o bună parte a perioadei interbelice și cea a războiului la Moscova;
- Facțiunea  „comuniștilor din închisori”, (Gheorghe Gheorghiu-Dej și alți tovarăși de detenție), care fuseseră închiși în închisori și lagăre în timpul războiului;
- Facțiunea „comuniștilor secretariatului”, a staliniștilor moderați (Lucrețiu Pătrășcanu și alții), care se ascunseseră în România în timpul perioadei antonesciene și care participaseră la guvernele regale de după 23 august 1944.

Până în cele din urmă, cu sprijinul direct al lui Iosif Vissarionovici Stalin, și se pare că în contextul general antisemit de la Kremlin (Ana Pauker, Vasile Luca și Teohari Georgescu erau evrei), Gheorghiu-Dej a câștigat lupta pentru putere în interiorul partidului. Pauker și grupul său au fost excluși de la putere în 1952. Pătrășcanu, arestat încă din 1948, a fost judecat, condamnat la moarte și executat în 1954. În total 192.000 de membri de partid au fost epurați în acea perioadă.

## Epoca Gheorghiu-Dej
Gheorghe Gheorghiu-Dej, un stalinist dur, nu agrea reformele lui Nikita Hrușciov și procesul „destalinizare” inițiat de acesta după 1956. Dej s-a opus realizării obiectivelor economice controversate ale CAER-ului, prin care România ar fi fost transformată prin, profilare agricolă, în „coșul de pâine” al blocului sovietic, inițiind în schimb un program energic de dezvoltare a industriei grele. Dej a închis cele mai mari lagăre de prizonieri politici, a abandonat lucrările la Canalul Dunăre-Marea Neagră, a desființat sistemul rațiilor de alimente și a crescut salariile muncitorilor.
Au fost luate de asemenea măsuri pentru limitarea influenței culturii ruse în țara: limba rusă a încetat să mai fie obiect obligatoriu de studiu în școlile de toate gradele, iar editura „Cartea Rusă” a fost închisă.
Toate acestea, combinate cu resentimentele legate de ocuparea unor provincii istorice românești de sovietici (Bucovina de Nord, transformată în regiune a RSS Ucraineană și Basarabia în RSS Moldovenească și regiune a RSS Ucraineană), au condus în mod inevitabil România comunistă pe un drum relativ independent și cu pronunțat caracter național.
Gheorghiu-Dej, un stalinist convins, considera că regimul sovietic (devenit mai liberal) al lui Hrușciov amenința indirect să-i submineze autoritatea. Într-un efort de întărire a poziției în țară, Dej a hotărât să înceapă cooperarea externă cu toate statele, indiferent de sistemul economico-politic, atâta vreme cât erau recunoscute principiile egalității internaționale și ale neamestecului în afacerile interne. Această politică a dus între altele, și la strângerea legăturilor cu Republica Populară Chineză, care era de asemenea promotoare a autodeterminării naționale.
În 1954, Gheorghiu-Dej a demisionat din funcția de Prim secretar al Comitetului Central al partidului, dar a rămas premier al guvernului. S-a format în schimb un secretariat format din patru membri, unul dintre membri fiind Nicolae Ceaușescu, secretariat care a controlat partidul timp de un an, până când Dej a reluat frâiele puterii. În ciuda noii politici de cooperare internațională, România a devenit membră a Pactului de la Varșovia în 1955, prin care s-a oficializat subordonarea unei mari părți a armatei naționale mașinii militare sovietice (ocupația militară sovietică în România a luat sfârșit în 1958). Mai târziu, România a refuzat să permită efectuarea de manevre militare ale trupelor Pactului de la Varșovia pe teritoriul românesc și a limitat participarea propriilor militari la manevre pe teritoriul altor țări membre ale Pactului.
În 1956, premierul sovietic Nikita Hrușciov a denunțat politica predecesorului său, Stalin, în discursul secret ținut în fața delegaților la Congresul al XX-lea a Partidului Comunist al Uniunii Sovietice. Gheorghiu-Dej și conducerea Partidului Muncitoresc Român i-au transformat pe Ana Pauker, Vasile Luca și Teohari Georgescu în principali răspunzători ai exceselor comuniste trecute și au pretins că partidul epurase deja elementele staliniste chiar din timpul vieții lui Stalin.
În octombrie 1956, conducătorii comuniști polonezi refuzaseră să cedeze în fața amenințărilor militare sovietice de intervenție militară în afacerile interne și refuzaseră să instaleze în fruntea partidului un  birou politic mai obedient. Câteva săptămâni mai târziu, Partidul Comunist din Ungaria s-a dezintegrat practic în timpul unei mari revoluții populare, lipsită de succes. Sfidarea poloneză și răscoala populară maghiară i-a inspirat pe studenții și muncitorii români să demonstreze în universități și în orașele industriale în favoarea unei mai mari libertăți, a unor condiții de viață mai bune și pentru încetarea dominației sovietice. Temându-se că revolta maghiară poate incita proprii cetățeni de etnie maghiară să se revolte, Dej a sprijinit pregătirile pentru o intervenție sovietică la Budapesta, iar Armata Roșie și-a întărit prezența în România, în special de-a lungul graniței de vest a țării. În România, revoltele populare s-au dovedit fragmentare și ușor de controlat, în schimb, în Ungaria, situația nu a putut fi stăpânită decât după intervenția în forța a armatei sovietice.
După revoluția din 1956, Gheorghiu-Dej a cooperat strâns cu noul conducător comunist maghiar de la Budapesta, János Kádár. Deși inițial România îl primise pe teritoriul ei pe Imre Nagy, fostul premier reformator maghiar exilat, în cele din urmă a fost nevoită să-l cedeze autorităților comuniste conduse de Kadar, de la Budapesta, pentru a fi judecat și mai apoi executat. Kádár a renunțat la pretențiile Ungariei asupra Transilvaniei și i-a denunțat pe ungurii transilvani care sprijiniseră revoluția, etichetându-i ca șovini și iredentiști.
Pe plan internațional, în anul 1958, s-a reușit pe cale diplomatică, retragerea trupelor Armatei Roșii din România, acest fapt fiind împlinit și prin aportul lui Bodnăraș, care, după unele păreri neoficiale  l-ar fi influențat la Cotnari pe Nikita Hrușciov și ar fi folosit acest prilej pentru a obține retragerea dorită de români.
Pe plan intern, guvernul român a luat măsuri pentru potolirea nemulțumirilor populare prin reducerea investițiilor în industria grea, creșterea producției de bunuri de larg consum,  descentralizarea conducerii economice, creșterea veniturilor populației și introducerea unor elemente de autoconducere muncitorească. Autoritățile au renunțat la sistemul cotelor obligatorii impuse producătorilor agricoli privați, dar a accelerat programul de colectivizare a agriculturii pe la mijlocul deceniului al șaselea, folosindu-se totuși de metode mai puțin brutale decât până atunci. În 1962, guvernul a declarat încheiat procesul de colectivizare, în acel moment, 77% din terenul arabil fiind în posesia cooperativelor agricole de producție (CAP) și a întreprinderilor agricole de stat (IAS).
În ciuda afirmațiilor lui Gheorghiu-Dej cu privire la epurarea partidului de elementele staliniste, el a rămas susceptibil la atacurile din partea dușmanilor politici, dată fiind complicitatea lui evidentă la toate abuzurile din perioade 1944–1953. La o plenară a Partidului Muncitoresc Român din 1956, Miron Constantinescu și Iosif Chișinevschi, amândoi membri ai Biroului Politic și vicepremieri, l-au criticat pe Gheorghiu-Dej. Constantinescu, care era adeptul liberalizării de tip hrușciovist, reprezenta o amenințare specială pentru Gheorghiu-Dej, deoarece se bucura de legături foarte bune la Moscova. Partidul Muncitoresc Român i-a epurat pe Constantinescu și Chișinevschi în 1957, denunțându-i pe amândoi ca fiind staliniști și acuzându-i de complicitate cu Ana Pauker. Până la urmă, Gheorghiu-Dej a reușit să scape de toți concurenții politici, care i-ar fi amenințat poziția de lider al partidului. Ceaușescu l-a înlocuit pe Constantinescu în funcția de șef al serviciului de cadre al PMR, o poziție care se va dovedi foarte folositoare în pregătirea viitoarei sale ascensiuni.
Gheorghiu-Dej nu a reușit să ajungă la o înțelegere acceptabilă cu liderii Ungariei în problema Transilvaniei. Gheorghiu-Dej a luat două măsuri pentru a încerca rezolvarea problemei minorității maghiare din România: a arestat lideri  ai Alianța Populară Maghiară pe de-o parte, dar a înființat Regiunea Mureș Autonomă Maghiară în zonele locuite compact de secui în sud-estul Transilvaniei.
Evreii României, care au supraviețuit în România în mare parte anilor Holocaustului nazist german, au primit cu ușurare știrea schimbării proaliate de la 23 august 1944 și a sfârșitului alianței dintre România și Germania nazistă și a prezenței trupelor hitleriste în țară. Odată cu consolidarea dominației comuniste și a perspectivelor de limitare și apoi reprimare a drepturilor omului, ale trecerii la economia și regimul de dictatură de tip sovietic, majoritatea evreilor români, atrasă tot mai mult de ideologia sionistă a autodeterminării politice și economice în Palestina a început să-și lege viitorul de emigrarea în noul stat evreiesc Israel, care a luat naștere în mai 1948. Emigrarea în masă a avut loc, după voia capricioasă a noii stăpâniri, într-un ritm variat la sfârșitul deceniului al cincilea și apoi în a doua jumătate a deceniului al șaselea, în paralel cu  numeroase șicane și cu represiunea dură de către regim a mișcării sioniste. O minoritate care a avut la începutul regimului lui Dej o atitudine favorabilă comunismului român, ca reacție la antisemitismul care culminase în anii 1940-1944, a rămas în țară. Totuși, pe la sfârșitul deceniului al șaselea, și din rândurile acesteia cei mai mulți au devenit dezamăgiți de discriminarea din partidul comunist și de sistemul de guvernare,  și au emigrat, mai ales în Israel, în deceniile al șaptelea și al optulea (1960-1980).
Populația germană, care în primii ani ai noului regim, a fost încercată greu de deportările în URSS și Bărăgan, a obținut și ea posibiltatea de a scăpa de vitregia dictaturii de tip sovietic și de a emigra, nu fără dificultăți, în Germania de Vest mai ales în anii '60-'70, tot într-un ritm stabilit după bunul plac al autorităților.

## Persecuțiile, lagărele de muncă și rezistența anticomunistă
Odată cu ocuparea țării de către armatele sovietice în 1945 a fost declanșat un proces de persecutare a dușmanilor reali, închipuiți sau suspectați ai comuniștilor. În ciuda statutului de aliat al României în lupta împotriva Germaniei Naziste („de facto” din 23 august 1944, „de jure” din 12 septembrie), forțele sovietice s-au comportat ca armate de ocupație într-o țară dușmană inclusiv după armistițiul din 12 septembrie și chiar după data de 6 martie 1945 când comuniștii au preluat puterea, arestând practic pe oricine era considerat „fascist” ori „antisovietic”.
La scurtă vreme după ocupația sovietică, etnicii germani, care locuiau în România de peste 800 de ani, au fost deportați la muncă la minele de cărbuni din regiunea Donbas. În ciuda protestelor regelui, care atrăgea atenția asupra acestei încălcări a dreptului internațional, peste 70.000 de bărbați și femei de etnie germană au fost forțați să-și părăsească satele și orașele, încă din 1945, mai înainte chiar ca războiul să se termine. Germanii au fost încărcați în vagoane de transportat vite și au fost obligați să muncească în mine sovietice pentru perioade de până la 10 ani ca „reparații de război”. După unele estimări, unul din cinci germani deportați la muncă în URSS a murit din cauza bolilor, accidentelor sau malnutriției.
Cu cât regimul comunist devenea mai sigur pe sine, numărul de arestări a crescut. Victimele prigoanei comuniste proveneau din toate straturile societății românești : intelectualii, profesorii, funcționarii statului monarhic, gradații din forțele militare, polițiștii, juriștii, profesiunile liberale, clericii, foștii membri ai altor partide politice (inclusiv cele cu vederi de stânga), foștii patroni și proprietari de pământuri (inclusiv cei care le cultivau ei-înșiși, socotiți „chiaburi”) și în general orice persoană care s-ar fi putut alătura nucleelor rezistenței anticomuniste. Aceste categorii formau în perioada 1948-60 pătura denumită în mod curent a „foștilor”, care își pierduseră atât libertățile cetățenești, cât și sursele de venituri și nu rareori locuințele, ducând o viață deosebit de anevoioasă prin apartamente colective, garsoniere, poduri sau pivnițe, supraviețuind numai cu ajutorul familiei sau vecinilor ; cele mai vulnerabile s-au dovedit persoanele care aparținuseră elitei interbelice, supravegheate în mod deosebit de Securitate. Mulți dintre acești „foști” au murit prematur din cauza lipsei de condiții sanitare, de medicamente, de încălzire sau din malnutriție.

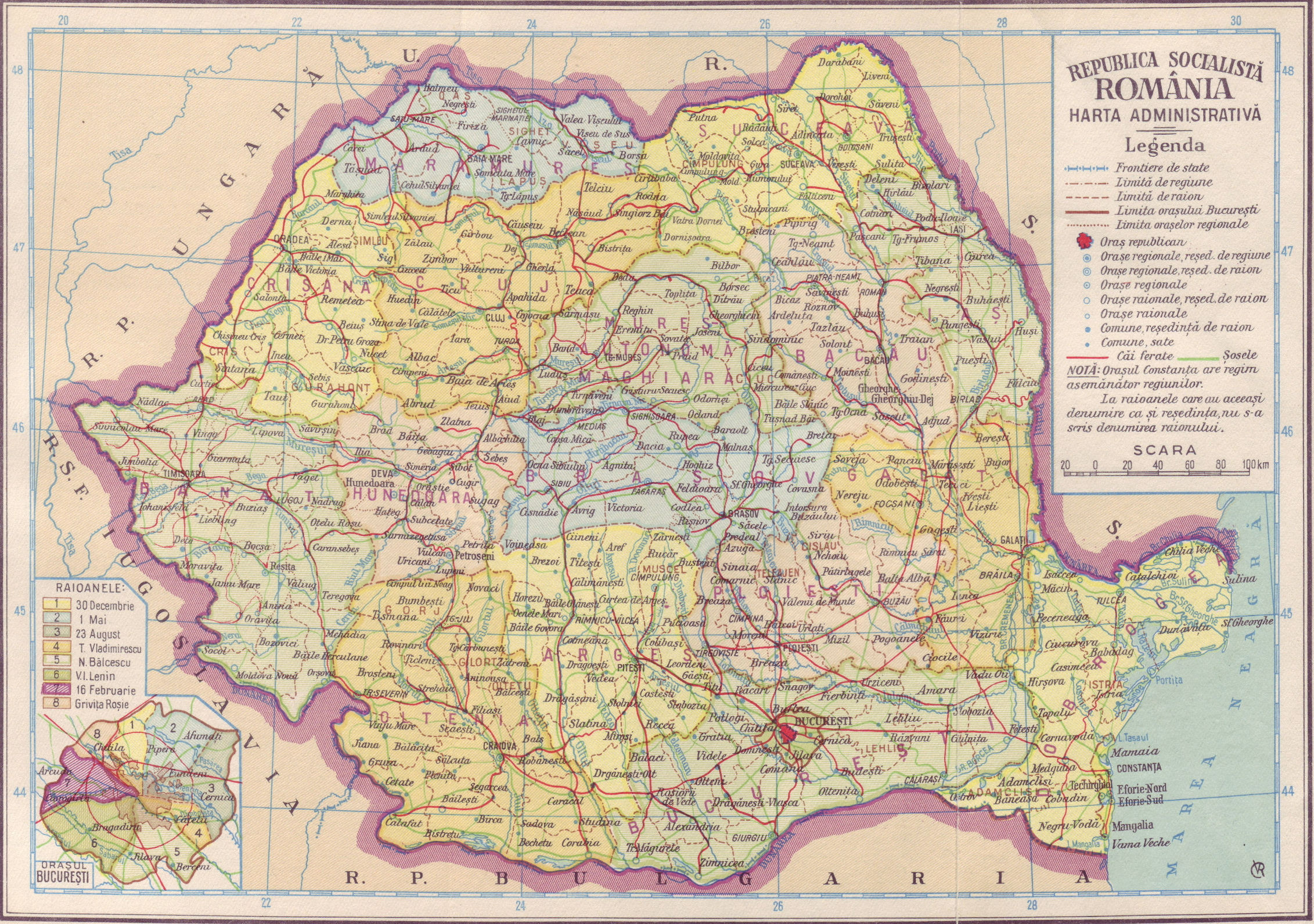
Republica Socialistă România, Împărțirea administrativ-teritorială, 1966.

Închisorile deja existente au fost umplute cu deținuți politici, fiind înființată o rețea nouă de lagăre de muncă și de închisori după modelul Gulagului sovietic. Au fost înființate lagăre de muncă la minele de plumb și în Delta Dunării, iar proiectul de construire a Canalului Dunărea-Marea Neagră a fost folosit ca pretext pentru construirea unui șir de lagăre de muncă denumit în mod curent „Canalul”. A fi „trimis la Canal” sau în închisorile cu sinistră faimă precum cele din Sighet, Gherla, Pitești și Aiud, era în acea perioadă groaza oricărui cetățean obișnuit. Intimidarea sa începea tocmai cu folosirea, de către agenții regimului comunist, a apelativului „cetățene, cetățeană”, prevestitor de suspiciune, anchete și referate împotriva sa, în loc de „tovarășe, tovarășă” (apelativul „domnule, doamnă” mai era folosit neoficial de populație, dar autoritățile nu-l foloseau decât pentru cetățenii străini ai țărilor ne-comuniste).
Închisoarea de la Pitești a fost centrul unuia dintre cele mai crude „experimente” comuniste. Acesta a implicat tortura psihologică și fizică, care viza îngenuncherea totală a individului. Țelul final al experimentului era forțarea prizonierilor să „mărturisească” înfăptuirea unor crime imaginare și să se autodenunțe sau să denunțe pe alții, prelungindu-și astfel pedepsele privative de libertate. Unul din efectele acestui tratament  a fost comiterea unui mare număr de sinucideri, ceea ce a dus în cele din urmă la oprirea lui.
Printre măsurile în gen stalinist luate de guvernul comunist s-au numărat deportările de țărani din Banat în Bărăgan, acțiune începută pe 18 iunie 1951. Aproximativ 45.000 de oameni au avut la dispoziție două ore pentru a-și strânge bagajele, după care au fost încărcați în vagoane pentru vite și, sub pază militară strictă, au fost „colonizați” pe pământurile înțelenite din estul Bărăganului. Această tactică era concepută să intimideze restul țăranilor în vederea desăvârșirii procesului de colectivizare. Mulți deportați s-au reîntors la vetrele lor în următorii 5 ani, până în 1956, dar unii au rămas în satele nou înființate.
Rezistența anticomunistă a avut o formă organizată, mulți oameni opunându-se regimului comunist cu arma în mână, formând grupuri de partizani de 10 – 40 de luptători. Ei atacau posturile de miliție sau activiștii comuniști locali sau executau sabotaje. Printre cei mai renumiți partizani anticomuniști s-au numărat Ion Gavrilă Ogoranu, Spiru Blănaru, Teodor Șușman, Elisabeta Rizea din Nucșoara, Toma Arnăuțoiu și Gheorghe Arsenescu. În ciuda marelui număr de soldați ai trupelor de securitate sau ai armatei, rezistența armată a continuat în munți până la începutul deceniului al șaptelea, ultimii lideri ai partizanilor fiind capturați în 1974.
O altă formă a rezistenței anticomuniste, neviolentă de această dată, a fost mișcarea studențească din București din 1956. Ecourile revoltei anticomuniste de la Budapesta s-au resimțit în toată Europa Răsăriteană. În mai multe centre universitare au avut loc manifestări de protest, urmate de măsuri de reprimare din partea autorităților, arestări și exmatriculări.
Cea mai bine organizată mișcare studențească a fost cea din Timișoara, unde au fost și cele mai multe arestări. În București și Cluj, au fost formate unele grupuri organizate care au încercat să se alieze cu mișcarea anticomunistă maghiară și să-și coordoneze mișcările. Reacția autorităților a fost imediată: studenții au fost arestați, suspendați de la cursuri, unii dintre profesori au fost concediați și au fost înființate noi organizații care să supervizeze activitățile studenților.
La 4 decembrie 1957, Nicolae Ceaușescu, având gradul de general-locotenent de armată (fiind șeful Direcției Superioare Politice a Armatei și adjunct al Ministrului Forțelor Armate), a condus unitățile militare care au înăbușit răscoala țăranilor din Vadu Roșca (jud. Vrancea) care se împotriveau colectivizării forțate. Cu această ocazie, au fost uciși 9 țărani (Aurel Dimofte, Ionuț Cristea, Ion Arcan, Dumitru Crăciun, Toader Crăciun, Stroie Crăciun, Dumitru Marin, Marin Mihai, Dana Radu), și alți 10 au fost răniți. 18 țărani au fost întemnițați pentru „rebeliune” si „uneltire contra ordinei sociale”. După datele PMR-ului, între 1949-1952 au avut loc peste 80.000 de arestări de țărani, dintre care 30.000 finalizate cu sentințe de închisoare.

## Regimul Ceaușescu
Gheorghiu-Dej a murit în 1965 în circumstanțe cel puțin neclare. După o scurtă luptă pentru putere, în fruntea partidului a venit un activist de rangul doi, Nicolae Ceaușescu. Dacă politica lui Gheorghiu-Dej era considerată conservator-stalinistă prin comparație cu noua linie politică hrușciovistă, Ceaușescu a părut inițial un reformist prin comparație cu neostalinismul lui Leonid Brejnev.
În 1965, numele țării a fost schimbat în Republica Socialistă România, iar cel al partidului în  Partidul Comunist Român.